# مارکوس-آنتونیو سرانو
مارکوس-آنتونیو سرانو (اسپانیایی: Marcos-Antonio Serrano‎؛ زادهٔ ۸ سپتامبر ۱۹۷۲) دوچرخه‌سوار اهل اسپانیا است.
از باشگاه‌هایی که در آن رکاب زده‌است می‌توان به تیم دوچرخه‌سواری کلمه و تیم اونسه اشاره کرد.